# Экзотизм
Экзоти́зм — иноязычное заимствование, обозначающее предмет или явление из жизни другого народа. В отличие от других варваризмов, из-за своей стойкой этнической ассоциации экзотизмы, за редким исключением, усваиваются не до конца и обычно так и остаются на периферии словарного запаса языка. При этом подобные слова часто могут изменяться под нормы нового языка или искажаться, в особенности если они пришли через третий язык, например суши или комиксы. К экзотизмам близки локализмы, диалектизмы и этнографизмы, описывающие жизненные реалии субэтнической группы в составе более крупного народа (например, секлеры (секеи) и чанго (народ) в составе венгерского народа). Особенно отличается экзотической лексикой кулинария и музыка (понятия баурсак, сальса, тако, там-там, меренге и др.).

## Лексикология
Экзотизмы в принципе переводимы, в крайнем случае их можно перевести описательно, то есть с помощью выражений (например англ. nesting doll для описания русского понятия «матрёшка»). Однако из-за отсутствия точного эквивалента при переводе утрачивается их лаконичность и неповторимость, поэтому экзотизмы часто заимствуются целиком. Войдя в литературный язык, они в большинстве своём всё же остаются на периферии лексики, в её пассивном запасе. На экзотизмы также приходит и уходит мода. В современных печатных и электронных СМИ, в том числе и русскоязычных, часто встаёт проблема злоупотребления экзотической лексикой. Благодаря кинематографу, некоторые экзотические понятия распространились достаточно широко и часто употребляются в ироническом, переносном значении (шаурма, харакири, самурай, томагавк, мачете, юрта, вигвам, чум, гарем и др.), фактически превратившиеся в интернационализмы.